# Wotton (Surrey)
Wotton – wieś w Anglii, w hrabstwie Surrey, w dystrykcie Mole Valley. Leży 37 km na południowy zachód od centrum Londynu. Miejscowość liczy 307 mieszkańców.